# Dreamcast
Dreamcast es la quinta y última videoconsola de sobremesa producida por Sega. Perteneciente a la sexta generación de videoconsolas, es la sucesora directa de Sega Saturn y compitió con la PlayStation 2 de Sony. Salió al mercado el 27 de noviembre de 1998 en Japón, el 9 de septiembre de 1999 en Norteamérica, el 14 de octubre de 1999 en Europa y el 30 de noviembre de 1999 en Oceanía.
Diseñada con una política de reducción de costes, el hardware utilizaba una CPU de 32 bits con procesador Hitachi SH-4, un procesador gráfico NEC PowerVR2 de 128 bits y lector de GD-ROM, un formato especial de disco óptico. La consola contaba con un sistema operativo basado en Windows CE de Microsoft, y fue la primera del mercado en llevar un módem integrado para navegar por internet y jugar en línea. La tarjeta de memoria Visual Memory Unit (VMU) incorporaba una pantalla LCD y podía usarse como miniconsola portátil en algunos juegos.
El ciclo de vida de Dreamcast estuvo marcado por la crisis financiera de Sega y la pérdida de cuota de mercado que había experimentado frente a PlayStation. Después de una discreta salida en el mercado japonés, la compañía redujo el precio de lanzamiento para mejorar los resultados en Norteamérica y Europa. El anuncio de PlayStation 2 en marzo de 1999 motivó un estancamiento de las ventas y la pérdida de apoyo de numerosos desarrolladores externos. Después de un cambio de dirección, Sega anunció el cese de producción de Dreamcast a partir del 31 de marzo de 2001 y su reestructuración para convertirse en un desarrollador independiente. En total se vendieron 9,13 millones de consolas a nivel mundial.
A pesar de su corta vida útil y de la falta de apoyo de terceros, la prensa especializada considera que Dreamcast fue una videoconsola adelantada a su tiempo. Entre su biblioteca con más de 600 juegos cabe destacar títulos innovadores en la época como Crazy Taxi, Jet Set Radio, Phantasy Star Online, Shenmue, Space Channel 5 y Sonic Adventure, así como numerosas adaptaciones de recreativas gracias a su arquitectura basada en la placa Sega NAOMI. Aunque la producción de Dreamcast se detuvo en 2001, el sistema tuvo soporte técnico hasta 2007.
Dentro de la sexta generación, Dreamcast solo llegó a coincidir con PlayStation 2 mientras se encontraba en producción; los lanzamientos de Xbox y de Nintendo GameCube en el segundo semestre de 2001 se produjeron cuando Sega ya había dejado de fabricar videoconsolas y estaba liquidando su inventario.

## Historia

### Antecedentes

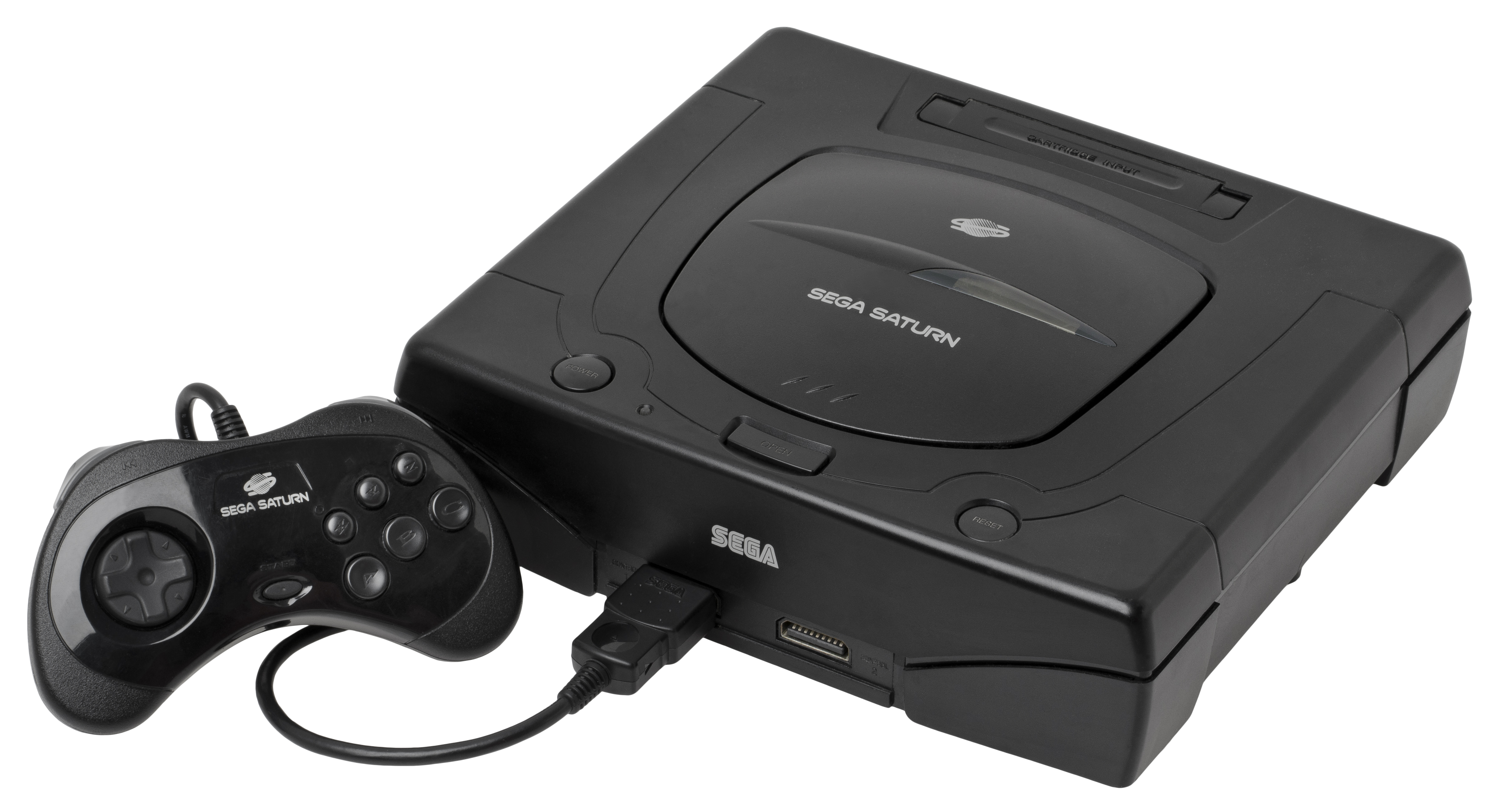
La Sega Saturn fue la videoconsola antecesora de Dreamcast.

Dreamcast salió al mercado en un contexto complicado para Sega. La compañía japonesa había luchado en la década de 1990 por liderar el sector del videojuego en competencia con Nintendo, y vivió su etapa dorada en la cuarta generación gracias al éxito comercial de Mega Drive, que había vendido más de 30 millones de unidades. Sin embargo, la reputación de Sega se vio perjudicada por el fracaso comercial de las siguientes consolas y periféricos que salieron al mercado, al punto de mermar sus resultados financieros. La sucesora de Mega Drive, Sega Saturn, había sido lanzada en 1994 como una videoconsola de quinta generación en CD-ROM que podía manejar gráficos tridimensionales, pero su rendimiento se vio lastrado por una serie de errores comerciales y su compleja arquitectura de doble procesador, que dificultaba la programación de juegos al mismo tiempo que incrementaba los costes de producción. De este modo Saturn se vio superada en todos los mercados por un nuevo rival directo, la PlayStation de Sony. En total se vendieron 9 millones de Sega Saturn en su vida útil; mientras en Japón había sido el segundo sistema en cuota de mercado, con cifras discretas aunque superiores a las de Mega Drive, en el mercado occidental se vio ampliamente superado por PlayStation y Nintendo 64.
Los rumores sobre el desarrollo de una nueva consola quedaron confirmados cuando Bernie Stolar, responsable de Sega of America, dijo en público literalmente que Saturn «no es nuestro futuro», dando a entender que la compañía ya trabajaba en otra plataforma. Después de que Sega declarase pérdidas en 1998 por primera vez desde su salida a bolsa, el presidente Hayao Nakayama presentó su dimisión y fue reemplazado por Shōichirō Irimajiri, quien ordenó el cese de producción de Sega Saturn para preparar el lanzamiento de Dreamcast.

### Desarrollo

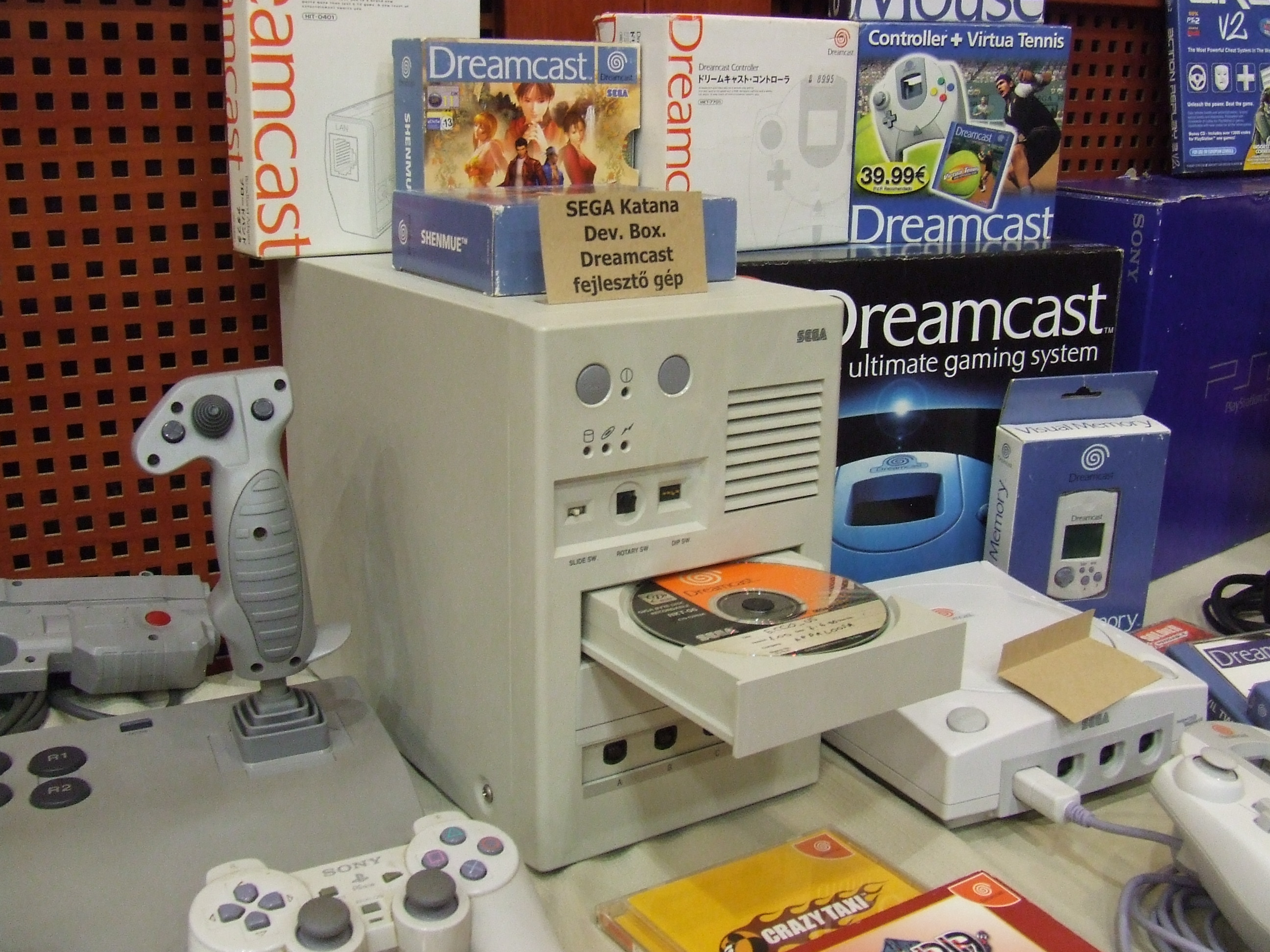
Kit de desarrollo de Sega Katana, nombre en clave de Dreamcast.

Sega comenzó a trabajar en una nueva videoconsola desde finales de 1996, poco después del lanzamiento de Nintendo 64. Debido al alto coste de fabricación que tuvo Saturn, quisieron reducir costes mediante el uso de componentes externos procedentes de los juegos de PC. Los estándares de procesador gráfico más comunes en la época eran el PowerVR de Videologic y el chip Voodoo de 3dfx, así que Sega puso en marcha dos equipos de desarrollo por separado. Por un lado, el entonces responsable de Sega of America, Shōichirō Irimajiri, contrató al ingeniero Tatsuo Yamamoto para trabajar con Hitachi y 3dfx en el proyecto «Blackbelt» que se desarrollaría en EE. UU. Por el lado japonés, el diseñador principal Hideki Sato impulsó desde Japón el proyecto «Dural» que utilizaba una CPU de Hitachi y la GPU de PowerVR. En julio de 1997, la compañía se decantó por el proyecto Dural por cuestiones técnicas y presupuestarias, si bien añadió algunos elementos de Blackbelt para el resultado final. A comienzos de 1998, el proyecto Dural se hizo público en la prensa bajo el nombre en clave «Katana». La decisión final de optar por el proyecto interno fue tomada por Isao Okawa, algo que disgustó a algunas desarrolladoras externas que ya planeaban trabajar con la arquitectura de 3dfx y al propio Bernie Stolar que sintió que debía haberse utilizado la versión de EE. UU.
Sega impulsó kits de desarrollo de software basados en juegos de computadora para facilitar el trabajo de los programadores, ya que muchos de ellos habían renunciado a programar para Saturn por la complejidad de ese sistema. La compañía llegó a decir que cualquier juego desarrollado para un Pentium II 200 podía ser compatible en la nueva videoconsola. El hardware de Katana contaba con una CPU de 32 bits con procesador Hitachi SH-4 más un procesador gráfico PowerVR2 de 128 bits fabricado por NEC. El sistema operativo de la videoconsola era una versión modificada del Windows CE desarrollada por Microsoft que era compatible con DirectX. También se redujeron costes en el formato físico: Sega apostó por un formato propio, el GD-ROM, que tenía mayor capacidad que un CD y era más barato de producir que el DVD-ROM. En la elección de obviar al lector de DVD también influyó la falta de tiempo para investigar temas de autoría. Aunque hubo voces disonantes a esta decisión; Kazuhiko Nishi recomendó a la directiva que utilizaran el DVD como formato incluso hasta con la producción ya iniciada para darle un valor adicional al hardware mientras se nutría el catálogo de la consola pero no se atendió a esta petición. Por último, la consola integraba un módem de 56kbp/s para poder jugar en línea.
Sega eligió el nombre de su videoconsola a través de un concurso público entre 5000 propuestas. La elección final, «Dreamcast», era un portmanteau de las palabras inglesas dream (sueño) y broadcast (transmisión). Uno de sus objetivos era crear una nueva marca desvinculada del fabricante; el logotipo de la desarrolladora solo aparecía en el frontal de la carcasa. En total invirtió más de 50 millones de dólares en desarrollo de hardware, 150 millones en software y más de 300 millones en campañas publicitarias. La empresa tuvo que afrontar también una demanda de 3dfx contra Sega y NEC por presunto incumplimiento de contrato y competencia desleal.

### Lanzamiento de Dreamcast

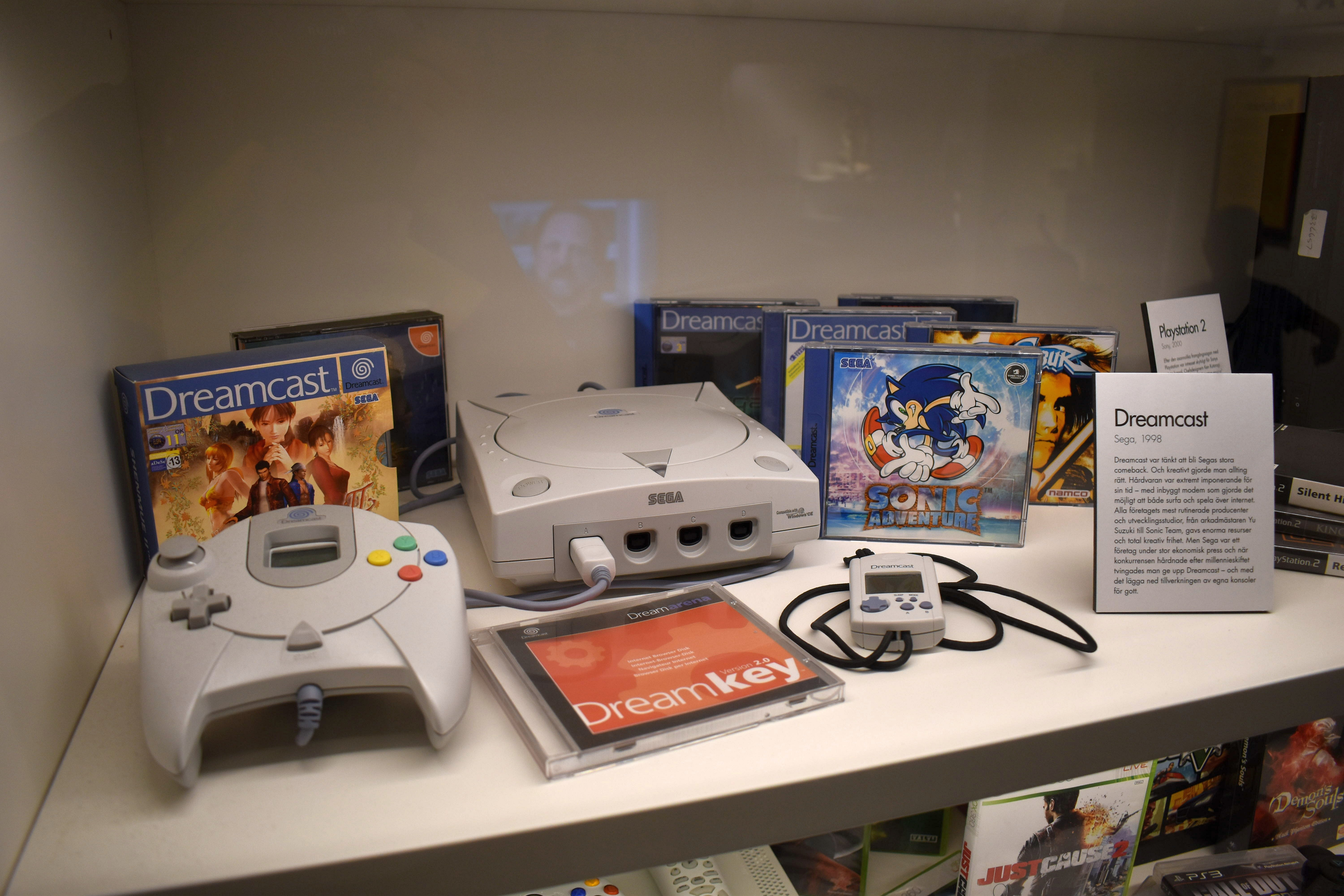
Expositor de Dreamcast en el Museo del Videojuego de Estocolmo.

La conferencia Sega New Challenge, celebrada el 21 de mayo de 1998 en Tokio, fue el escenario donde Sega hizo la presentación oficial de Dreamcast. Además de desplegar las características técnicas de la consola, se confirmó que habría un nuevo plataformas de la serie Sonic the Hedgehog, titulado Sonic Adventure. Los directivos se mostraron confiados de que su estreno, que inauguraba la sexta generación de videoconsolas, serviría para recuperar cuota de mercado y adelantarse a sus rivales.
Dreamcast salió a la venta en Japón el 27 de noviembre de 1998, a un precio de 29 000 yenes, y las unidades disponibles se agotaron el primer día. La escasez de chips PowerVR durante la producción obligó a la compañía a detener las reservas porque tenían menos existencias de las previstas. Otro inconveniente fue la falta de juegos: solo hubo cuatro títulos de salida, de los cuales el más vendido fue la adaptación de recreativa Virtua Fighter 3, mientras que el esperado Sonic Adventure se retrasó un mes y salió finalmente en Navidad. Japón fue también la primera región en contar con su propio servicio de internet. Sega había previsto superar el millón de ventas para febrero de 1999, pero al llegar a esa fecha apenas se habían vendido unas 900 000 unidades.
La consola tuvo un mejor arranque en los mercados occidentales, donde Saturn apenas había gozado de repercusión. Para evitar los errores del estreno sorpresivo de su antecesora, la división estadounidense anunció que Dreamcast saldría el 9 de septiembre de 1999, con una cuidada campaña publicitaria que pretendía generar expectación. Bernie Stolar recondujo la relación con los grandes almacenes de EE. UU., impulsó un mayor catálogo de salida con dieciocho referencias, y logró asegurar 300 000 consolas reservadas gracias a una oferta de 199 dólares en busca de la confianza de los jugadores que habían crecido con Mega Drive. Esta decisión no había sido consensuada con la junta directiva de Sega, que pretendía imponer un precio de 249 dólares para rentabilizarla, así que Stolar fue despedido por la matriz japonesa un mes antes del lanzamiento, siendo reemplazado por el vicepresidente Peter Moore. Otro inconveniente fue la negativa de Electronic Arts —la mayor desarrolladora de videojuegos en la época— a publicar juegos para Dreamcast. Al llegar al 9 de septiembre, el debut de Dreamcast en EE. UU. fue un éxito con 225.000 unidades vendidas en el primer día y más de un millón en los dos primeros meses, lo que representaba un 30 % de la cuota de mercado. Los mayores éxitos de ventas entonces fueron Sonic Adventure, el juego de lucha Soulcalibur y un simulador de fútbol americano, NFL 2K, desarrollado por Visual Concepts.
En Europa, el estreno llegó el 14 de octubre de 1999 con un precio análogo (en España, 39 900 pesetas) y un catálogo similar al de Norteamérica. El servicio de juego en línea europeo —Dreamarena— se puso en marcha el mismo día de lanzamiento. La compañía aseguró haber vendido más de 400 000 consolas Dreamcast durante el primer mes en ese continente.

### Competencia en la sexta generación

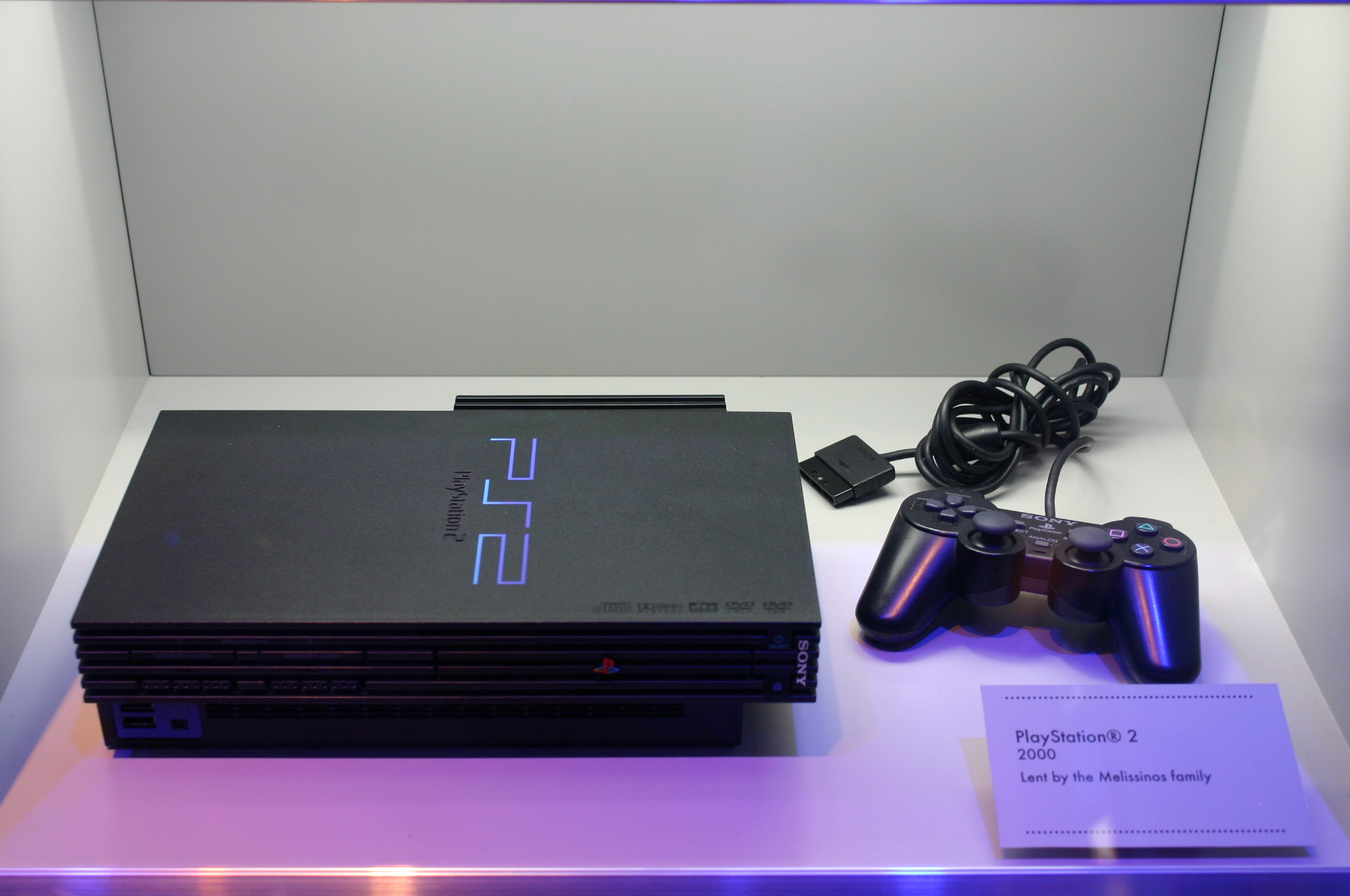
La irrupción de PlayStation 2 en el año 2000 frenó las ventas mundiales de Dreamcast.

Aunque el lanzamiento de Dreamcast fue calificado de exitoso, PlayStation seguía liderando el sector del videojuego con holgura. La videoconsola de Sega se vio eclipsada en marzo de 1999 por el anuncio oficial de PlayStation 2, que entre otras especificaciones prometía mejor rendimiento gráfico, reproducción de DVD-ROM, franquicias exclusivas y retrocompatibilidad con su antecesora. Con el paso del tiempo, Microsoft confirmó su debut en el sector con Xbox y Nintendo anunció el desarrollo de GameCube.
A finales de 1999 se habían vendido más de 1,5 millones de Dreamcast en todo el mundo. El crecimiento se frenó a comienzos del año siguiente, coincidiendo con la salida de PlayStation 2 en marzo del 2000. Las bajas ventas en Japón, la apuesta de las desarrolladoras por PS2 y los costes del lanzamiento en Occidente —donde las ventas sí habían superado las expectativas de la empresa— provocaron que Sega registrase pérdidas fiscales por tercer año consecutivo. A ello debía sumarse el auge de la piratería de videojuegos: el formato GD-ROM pretendía limitar esa práctica, pero en el 2000 se descubrió un fallo de seguridad que permitía reproducir juegos pirata e incluso emuladores con tan solo un disco de arranque. Todo ello hizo que Sega no pudiese compensar las pérdidas del hardware con las ventas de software.
Los directivos de Sega plantearon una agresiva campaña publicitaria para incrementar las ventas de Dreamcast en América del Norte, antes del lanzamiento allí de PS2 en noviembre. La división estadounidense sacó en septiembre del 2000 su propio proveedor de servicios de internet, SegaNet, a un precio de 21,95 al mes. Al mismo tiempo se hizo una rebaja de la consola a 149 dólares con teclado de regalo. Por otro lado, la división japonesa ofreció un reembolso en efectivo de 200 dólares a cualquier propietario de Dreamcast que hiciera una suscripción por dos años en su plataforma de internet. A pesar de que Sega of America estimaba vender cinco millones de Dreamcast en Norteamérica a finales de 2000, su umbral para convertirla en una plataforma viable, se quedaron lejos del objetivo con casi tres millones de consolas distribuidas. En Europa la cifra se había estancado en un millón de ventas a finales de 2000. Al final, el sistema más exitoso ese año en EE. UU. fue la PSOne —un rediseño de PlayStation— y la mayoría de jugadores esperaron al aumento de existencias de PS2, que arrasó en la campaña de Navidad. Todo ello provocó que las pérdidas de Sega se duplicaran y la empresa entrase en una situación financiera insostenible.

### Cese de producción
En mayo del 2000, Shōichirō Irimajiri presentó su dimisión al frente de Sega y fue reemplazado por Isao Okawa, procedente de CSK. El nuevo presidente había defendido durante mucho tiempo que Sega debía abandonar el negocio de las consolas, idea que compartían otras figuras históricas como David Rosen, el cofundador de Sega, y el exdirectivo Bernie Stolar. En una reunión celebrada en septiembre de 2000, Peter Moore y Charles Bellfield —ambos de la división norteamericana— recomendaron dejar de fabricar hardware para centrarse en el desarrollo de juegos si quería sobrevivir. Ante la propuesta, los jefes de las desarrolladoras principales abandonaron la reunión. No obstante, el discurso sirvió para que la junta directiva asumiera el futuro en un escenario marcado por una mayor competencia, especialmente la Xbox de Microsoft, donde Sega no podía competir como fabricante.
El 31 de enero de 2001, Sega anunció el cese de producción de Dreamcast a partir del 31 de marzo de 2001 y la reconversión de la empresa en un desarrollador de tercera. Para facilitar el proceso de transición, Isao Okawa llevó a cabo una condonación de la deuda y donó a la empresa más de 85000 millones de yenes (695 millones de dólares), incluyendo sus acciones en la compañía. Okawa falleció dos meses después del anuncio, víctima de un infarto. Por otro lado, Sega confirmó una liquidación de todas las existencias de Dreamcast, estimada en 930 000 unidades, a partir de abril de 2001. La reestructuración conllevó también el despido de un tercio de la plantilla de la división japonesa. El abandono del hardware sirvió para evitar la quiebra: después de cinco años con pérdidas financieras, Sega volvió a registrar beneficios en el balance fiscal de 2003.
Al término de su vida útil se habían vendido 9,13 millones de Dreamcast a nivel mundial. Después del cese de producción, se publicaron cerca de cincuenta juegos oficiales hasta mediados de 2002, entre ellos títulos como Sonic Adventure 2 y Shenmue II. Sega mantuvo los servidores de juego en línea hasta 2003 y el soporte técnico hasta 2007.

## Hardware y accesorios

### Hardware
La CPU de Dreamcast es un procesador Hitachi SH-4 de 32 bits a 200 MHz con un rendimiento de 360 MIPS, un caché de instrucciones de 8 kbs y un caché de datos de 16 kbs. La GPU es un procesador gráfico NEC PowerVR2 de 128 bits, integrado en el ASIC, que podía renderizar hasta 3,5 millones de polígonos por segundo y era capaz de hacer efectos gráficos como sombreado diferido, sombreado Gouraud, suavizado espacial y Z-buffering entre otros. Además, la GPU comparte arquitectura con la placa arcade NAOMI. La memoria de trabajo consta de 16 MB de RAM central, 8 MB de VRAM y 2 MB de audio. Y el procesador de audio, un Yamaha AICA de arquitectura RISC 32-bit, puede generar 64 canales de audio simultáneos. La salida de video permite una resolución de 640 x 480 píxeles y puede reproducir hasta 16,77 millones de colores. Además del conector RCA de serie, se puede usar un adaptador VGA para conectarla a una computadora o a equipos con resolución de 480p.
La consola tiene una carcasa blanca y mide aproximadamente 190 mm de ancho por 195 mm de largo y 78 mm de alto. Al ser más compacta que su antecesora, la CPU estaba cubierta por un disipador metálico para mejorar la refrigeración, algo que en la época no era habitual. En la parte superior se encuentra la unidad lectora de discos GD-ROM, mientras que en la frontal hay cuatro puertos para mandos de control. Los discos tienen una capacidad de 1,2 GB, ligeramente superior a la de un CD. Por último, Dreamcast fue una de las primeras videoconsolas en tener sistema operativo, una versión adaptada de Windows CE en colaboración con Microsoft.
Una característica de Dreamcast es el uso de componentes externos procedentes de los juegos de PC para abaratar costes, algo que Sega tuvo en cuenta después de los problemas sufridos con el doble procesador de Saturn. La compañía facilitó kits de desarrollo de software, muy similares a una torre de computadora, para que los programadores se familiarizasen con su arquitectura. A diferencia de lo sucedido con Saturn, Dreamcast era una consola completamente orientada a entornos tridimensionales y contó con una placa arcade que compartía su arquitectura, la Sega NAOMI, lo que permitió fieles conversiones de juegos arcade.

#### Especificaciones técnicas
| - CPU: Hitachi SH-4 RISC con unidad FPU vectorial de 128 Bits (200 MHz, 360MIPS/1,4 GFLOPS) - GPU: NEC PowerVR2 DC (100 MHz) y 8 Mb de VRAM - Sonido: Yamaha AICA RISC 32-bit (45 MHz) - Memoria: - Ram principal: 16 Mb - Video RAM: 8 Mb - Audio RAM: 2 Mb - Imagen: - resolución de 640x480 píxeles - Profundidad de color de 24 bits (16,77 millones de colores) | - Sonido: - 64 canales PCM y ADPCM - Muestreo de 16 bits, 44,1 kHz máximo - Procesador de señal digital (DSP) de audio - Sonido 3D Dolby Surround Pro Logic - Unidad de GD-ROM: velocidad de lectura 12x, capacidad 1,2 GB - Alimentación: 220/240 V, 22 vatios. - Internet: Módem integrado a 33,6 kb/s (Asia y Europa) / 56 kb/s (EE. UU.) |

### GD-ROM

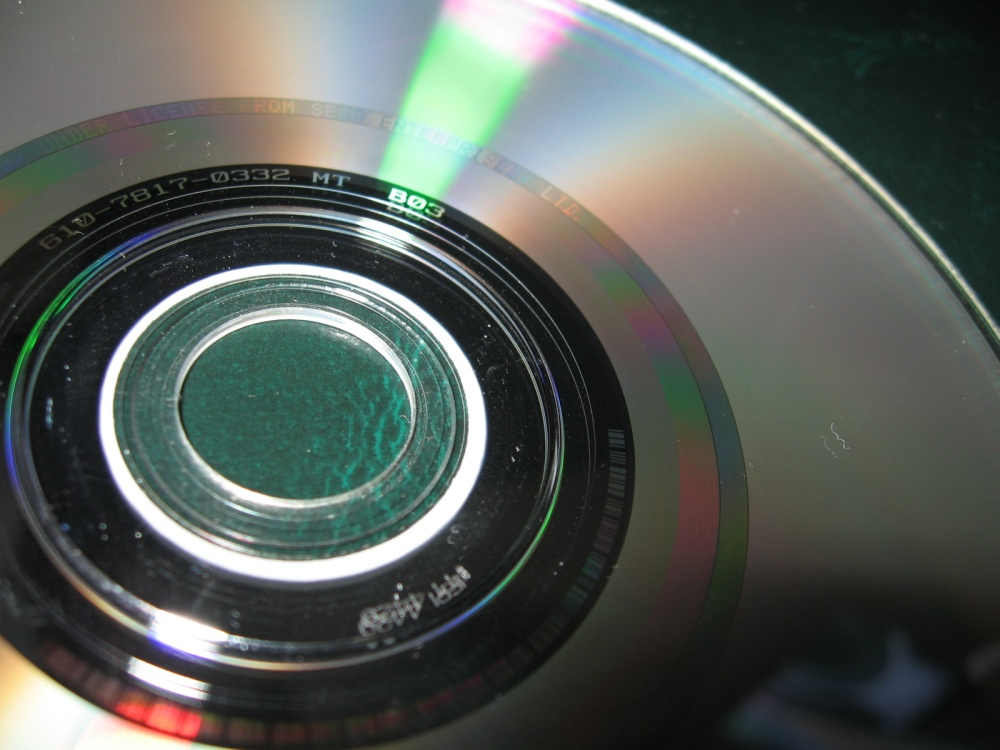
Detalle de un GD-ROM, el formato de disco óptico de Dreamcast.

Dreamcast utiliza un formato exclusivo de disco óptico, el GD-ROM, desarrollado por Yamaha. Tiene un aspecto similar al CD-ROM, pero sus hendiduras son más compactas y puede almacenar más información, alrededor de 1,2 Gigabytes. Además de ser mucho más barato de producir que un DVD, este formato pretendía evitar la piratería de videojuegos que había afectado a otros sistemas como PlayStation. La comercialización de GD-R vírgenes estaba limitada a los fabricantes. Dreamcast fue la única videoconsola de la sexta generación que usó un formato basado en la tecnología de CD, ya que incluso el minidisco de GameCube podía almacenar el doble de información al estar basado en tecnología DVD.
Con el tiempo, el GD-ROM se demostró ineficaz para detener la piratería. Los desarrolladores descubrieron en el 2000 que una de las compatibilidades programadas para Dreamcast, el MIL-CD —un disco musical con funciones interactivas—, conllevaba una brecha de seguridad que permitía a la consola cargar cualquier juego pirata desde un CD-R estándar con la compresión adecuada. La compatibilidad con MIL-CD fue eliminada en los sistemas fabricados después de noviembre del 2000.

### Accesorios

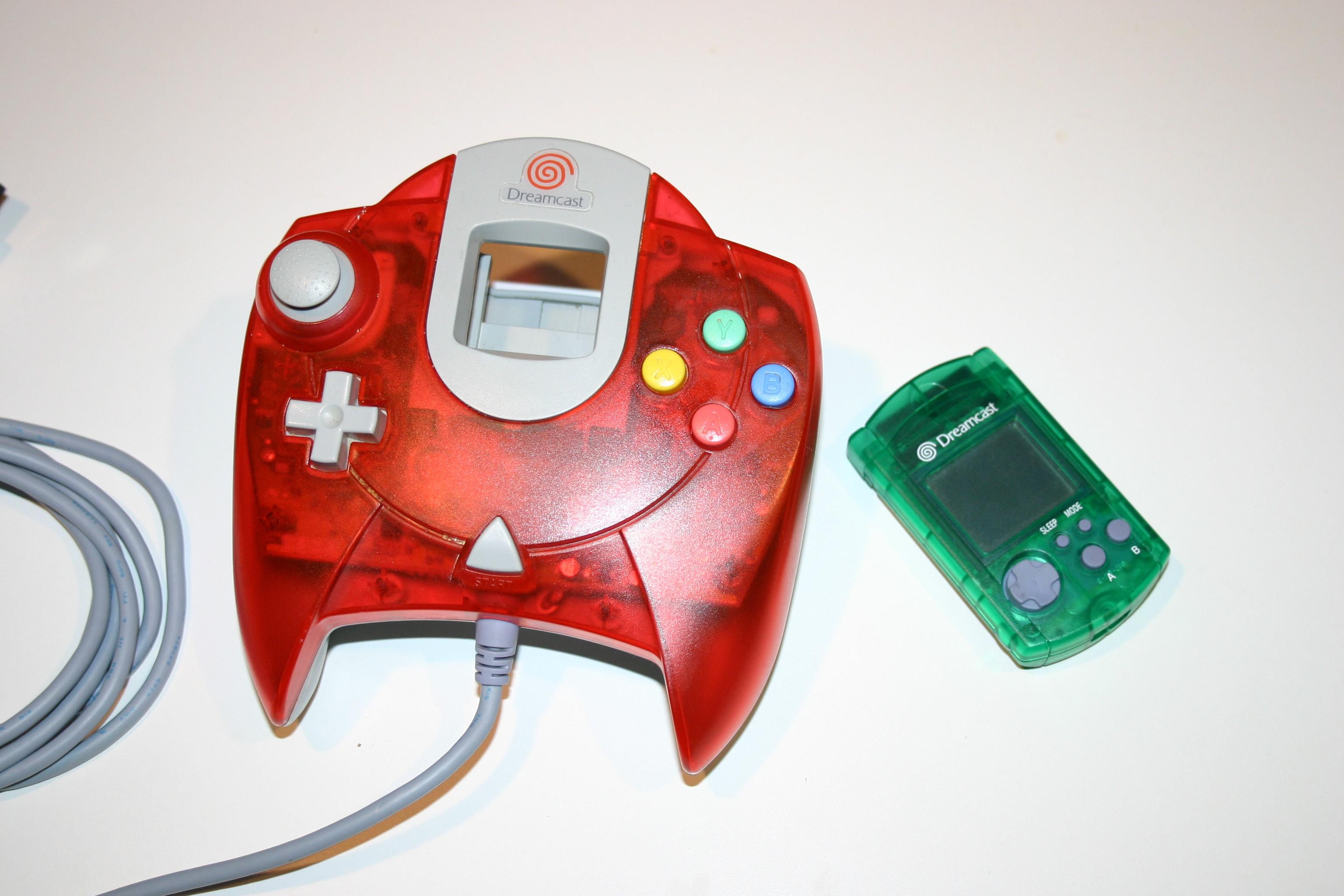
Mando de Dreamcast, con una carcasa especial roja, junto a una VMU.

Dreamcast contó con numerosos accesorios a lo largo de su vida útil. El mando con cable incluido en la consola incluye un stick analógico, una cruceta direccional, cuatro botones frontales, un botón de inicio y dos gatillos analógicos. En la parte superior hay dos ranuras de expansión: la frontal permite insertar la tarjeta de memoria, mientras que la trasera sirve para otros accesorios como la vibración. El mando oficial fue muy criticado por su diseño; Edge aseguró que era «una evolución fea del 3D Control Pad de Sega Saturn», y otras publicaciones como IGN o Hobby Consolas lo han descrito como un periférico bastante incómodo de utilizar. También se comercializaron otros productos oficiales como un mando arcade, un micrófono, un teclado y ratón, volantes para juegos de carreras, una pistola óptica, una alfombrilla de baile e incluso una caña de pesca.
La tarjeta de memoria de Dreamcast se llama Visual Memory Unit (VMU) y es un dispositivo de almacenamiento de 128 KB con pantalla LCD incorporada, salida de audio y un mando direccional con cuatro botones. La pantalla de la VMU muestra información del juego, lo que permite utilizarla también como una videoconsola portátil o incluso como pantalla externa. Dreamcast fue la primera y única videoconsola de Sega que utilizaba almacenamiento externo, ya que en sistemas anteriores como Sega Saturn o Sega CD se había apostado por la memoria interna.
En septiembre del 2000 salió a la venta Dreameye, una cámara digital que permite al jugador interactuar con lo que aparece en la pantalla, intercambiar fotos y hacer videollamadas por internet. Este periférico podía comprarse por separado o junto al videojuego Visual Park, pero nunca salió de Japón. Tres años más tarde, Sony fabricó su propia cámara digital para PS2, el EyeToy.

### Conexión a internet
Dreamcast fue la primera videoconsola del mercado con módem integrado para navegar por internet y jugar en línea. Sega ya había probado la conectividad a internet en Sega Saturn a través de un periférico externo, el Sega Net Link, y en Dreamcast se incluyó de serie un módem modular. En el primer modelo japonés y en todas las consolas PAL se utilizó un módem con 33,6 kbit/s de velocidad de transferencia. Las consolas NTSC y el modelo japonés posterior al 9 de septiembre de 1999 incorporaban un módem de 56 kbit/s. En un primer momento los módem eran de conexión por línea conmutada, pero a partir del 2000 se comercializó un accesorio de banda ancha en Japón y EE. UU. En vez de haber un servicio mundial unificado, cada mercado contaba con su propia plataforma.
En Japón el servicio de internet se llamaba «Dricas» y se puso en marcha el 28 de octubre de 1998, justo a tiempo para el lanzamiento de la consola. La mayor parte de la infraestructura fue desarrollada por ISAO Corporation, que se desligó de Sega el 26 de noviembre de 1999. El navegador de internet, Dream Passport, permitía conectarse a internet por línea conmutada, navegar por sitios web, recibir y enviar correo electrónico, y chatear con otros usuarios. El 7 de marzo de 2000, Dricas fue reemplazado por el propio servicio de ISAO, «isao.net», y se mantuvo hasta 2007.
En Europa, la plataforma «Dreamarena» comenzó a funcionar el 14 de octubre de 1999 y estuvo operado por Sega Europe en colaboración con ICL, BT y los proveedores nacionales —en España, Telefónica—, con condiciones variables según el país. El servicio era accesible a través del navegador DreamKey, distribuido con la consola y con determinados juegos como ChuChu Rocket!. La versión 3.0 del DreamKey permitía a los usuarios acceder a internet a través del proveedor de su elección. Dreamarena se mantuvo abierto hasta el 28 de febrero de 2003.
El servicio de internet en Estados Unidos tardó más tiempo en estar disponible, el 7 de septiembre de 2000. La plataforma «SegaNet» se desarrolló en colaboración con proveedores como GTE y AT&T. El servicio requería de una suscripción mensual por 21,95 dólares, pero había ofertas si se contrataban tarifas con mayor permanencia. Sega of America ya contaba con experiencia en este campo gracias a una plataforma anterior de juego en línea para ordenadores, y SegaNet tuvo buena acogida gracias a juegos como NFL 2K1. La conexión a internet se realizaba a través del navegador PlanetWeb. El servicio en línea solo estuvo disponible en territorio continental y se mantuvo abierto hasta 2003.
En octubre de 2000 había 1,4 millones de Dreamcast registradas online: 750 000 en Japón, 400 000 en América del Norte, y 400 000 en Europa. Esta cifra es muy elevada para la época si se tiene en cuenta que Xbox Live, el servicio mundial de Xbox estrenado en 2002, tardó dos años en alcanzar el millón de usuarios. El videojuego Phantasy Star Online mantuvo abiertos los servidores hasta el 31 de marzo de 2007.

## Modelos
Sega produjo varios modelos de Dreamcast, muchos de los cuales fueron exclusivos en Japón. El diseño común de carcasa blanca es idéntico entre regiones salvo por detalles como el color del logotipo —naranja en Japón y Norteamérica, azul en Europa y Oceanía—, el material utilizado en el triángulo de plástico que cubre la luz de encendido, y la compatibilidad de formatos. El modelo japonés incorpora en la parte frontal el texto «Designed for Microsoft Windows CE», mientras que e Norteamérica y Europa figura «Compatible with Microsoft Windows CE».
Dentro de los modelos exclusivos de Japón cabe destacar el Divers 2000 CX-1, un híbrido de consola y televisor con la forma de la cabeza de Sonic, y que incorporaba también un micrófono y la cámara Dreameye para hacer videoconferencias. La Dreamcast R7, caracterizada por su carcasa negra, era un modelo utilizado en salas de pachinko. Ese mercado contó también con carcasas personalizadas de juegos como Resident Evil - Code: Veronica, Sakura Taisen, Seaman y Sonic Adventure, a lo que hay que sumar una edición especial de Hello Kitty. En América del Norte se comercializó una edición limitada de Sega Sports con carcasa negra, un mando del mismo color y dos juegos.
| Dreamcast NTSC                                           | Dreamcast PAL                                                | Dreamcast Hello Kitty                   | Sega Saturn MK-80001            | Dreamcast R7      |
| Versión NTSC de Dreamcast (modelos HKT-3030 y HKT-3020). | Versión PAL de Dreamcast con el logo azul (modelo HKT-3030). | Edición especial de Hello Kitty (1999). | Modelo Divers 2000 CX-1 (2001). | Modelo R7 (2001). |

## Software

### Videojuegos
Dreamcast tiene más de 600 juegos oficiales, en su mayoría desarrollados por la propia Sega a través de estudios semiautónomos. Las copias de venta al público se distribuían en un GD-ROM con un estuche de plástico y su correspondiente manual. Los juegos tienen bloqueo regional: el software adquirido en una región solo puede reproducirse en el hardware de esa misma zona. Después del cese de producción en marzo de 2001, se continuaron publicando juegos oficiales hasta mediados de 2002 en Estados Unidos. El último título licenciado, Karous, salió al mercado japonés en 2007.
Los videojuegos más vendidos de Dreamcast fueron Sonic Adventure (2,42 millones de copias), Crazy Taxi (1,81 millones), NFL 2K (1,20 millones), Shenmue (1,18 millones) y Resident Evil - Code: Veronica (1,1 millones).

#### Desarrolladoras principales

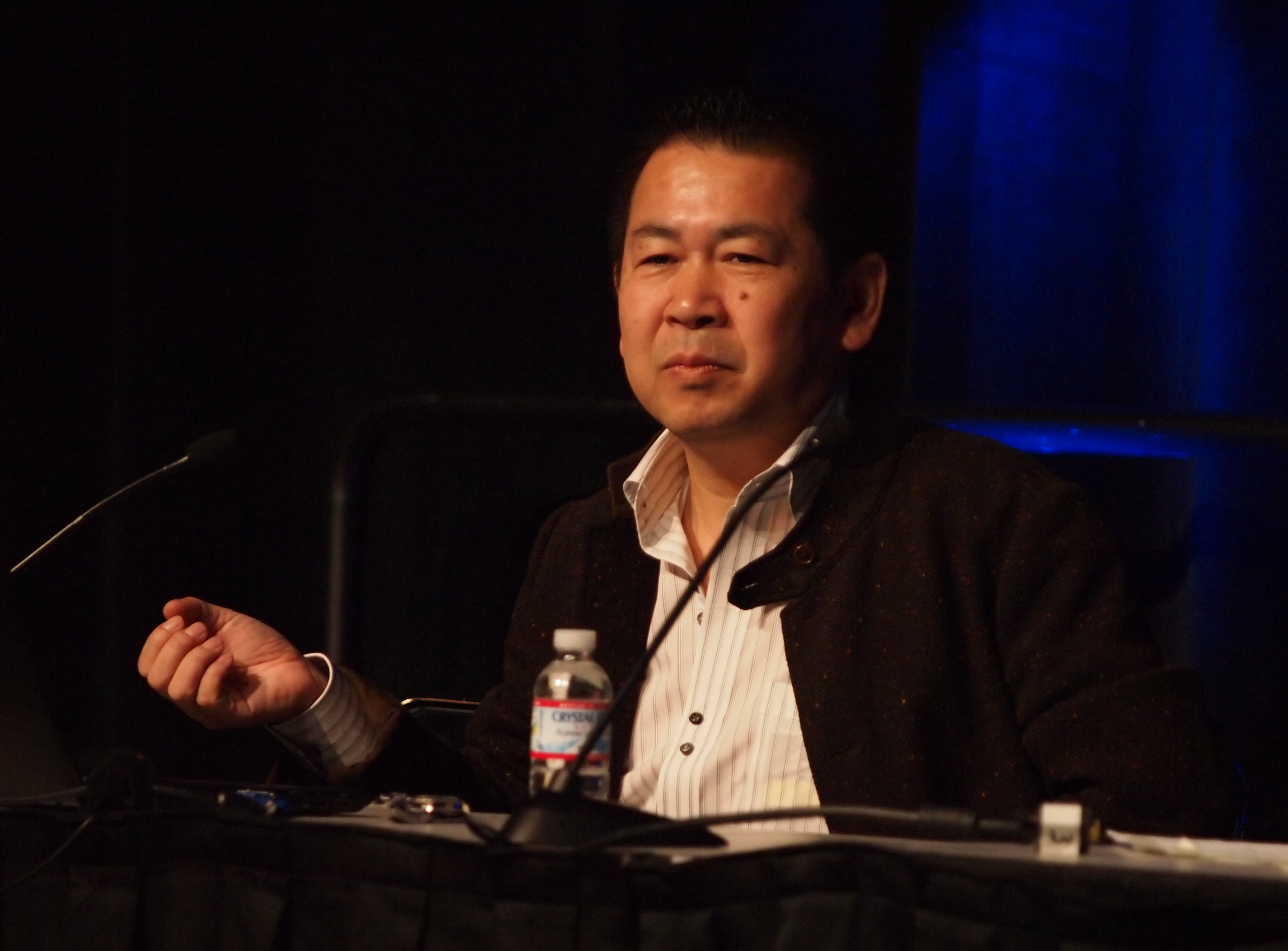
Yū Suzuki, productor y director de la serie Shenmue.

En lo que ha sido definido como «un breve momento de notable creatividad», Sega reestructuró en el 2000 sus departamentos de videojuegos en nueve estudios semiautónomos bajo la dirección de sus mejores programadores. Las desarrolladoras principales con las que Sega contó fueron United Game Artists (UGA), Hitmaker, Smilebit, Overworks, WOW Entertainment, Amusement Vision, Sega Rosso, Wave Master y Sonic Team. En cuanto a Sega-AM2, quedó bajo control de CSK y se convirtió en un estudio autónomo en 2001. Sega dio facilidades a las desarrolladoras para que experimentaran con libertad, lo que supuso un amplio catálogo de juegos innovadores para la época. Pese a que Dreamcast tuvo un breve ciclo de vida, muchos de esos títulos fueron tan populares que han sido reeditados en otros sistemas.
Yū Suzuki produjo con el estudio AM2 una de las series más representativas de Dreamcast, Shenmue (1999) y Shenmue II (2001). Se trata de un videojuego de mundo abierto donde Ryo Hazuki, un artista marcial, viaja a distintas localizaciones para vengar el asesinato de su padre. Presentado en un formato de cuatro GD-ROM, Shenmue destacó por su elevado nivel de detalle gráfico y por las innovaciones que introdujo, tales como un entorno sujeto a cambios climatológicos y horarios, personajes secundarios con rutinas diarias, y numerosos elementos interactivos. El primer título de la serie tuvo excelentes críticas y logró vender cerca de 1,2 millones de copias, pero no fue suficiente para cubrir el elevado presupuesto de la producción. Tiempo después ha sido calificado como obra de culto por su aportación a la industria.
Sonic Adventure de Sonic Team, el primer plataformas tridimensional protagonizado por la mascota de Sega, fue la pieza clave del lanzamiento de Dreamcast en el mercado occidental y se convirtió en su juego más vendido con 2,5 millones de unidades distribuidas. Tuvo una segunda parte, Sonic Adventure 2, que salió al mercado cuando ya habían dejado de fabricar la consola. El estudio de Yūji Naka también desarrolló ChuChu Rocket!, uno de los primeros juegos en línea para videoconsolas; el musical Samba de Amigo, que empleaba un periférico con forma de maracas, y el juego de rol Phantasy Star Online, uno de los primeros videojuegos multijugador masivos en línea para consola.

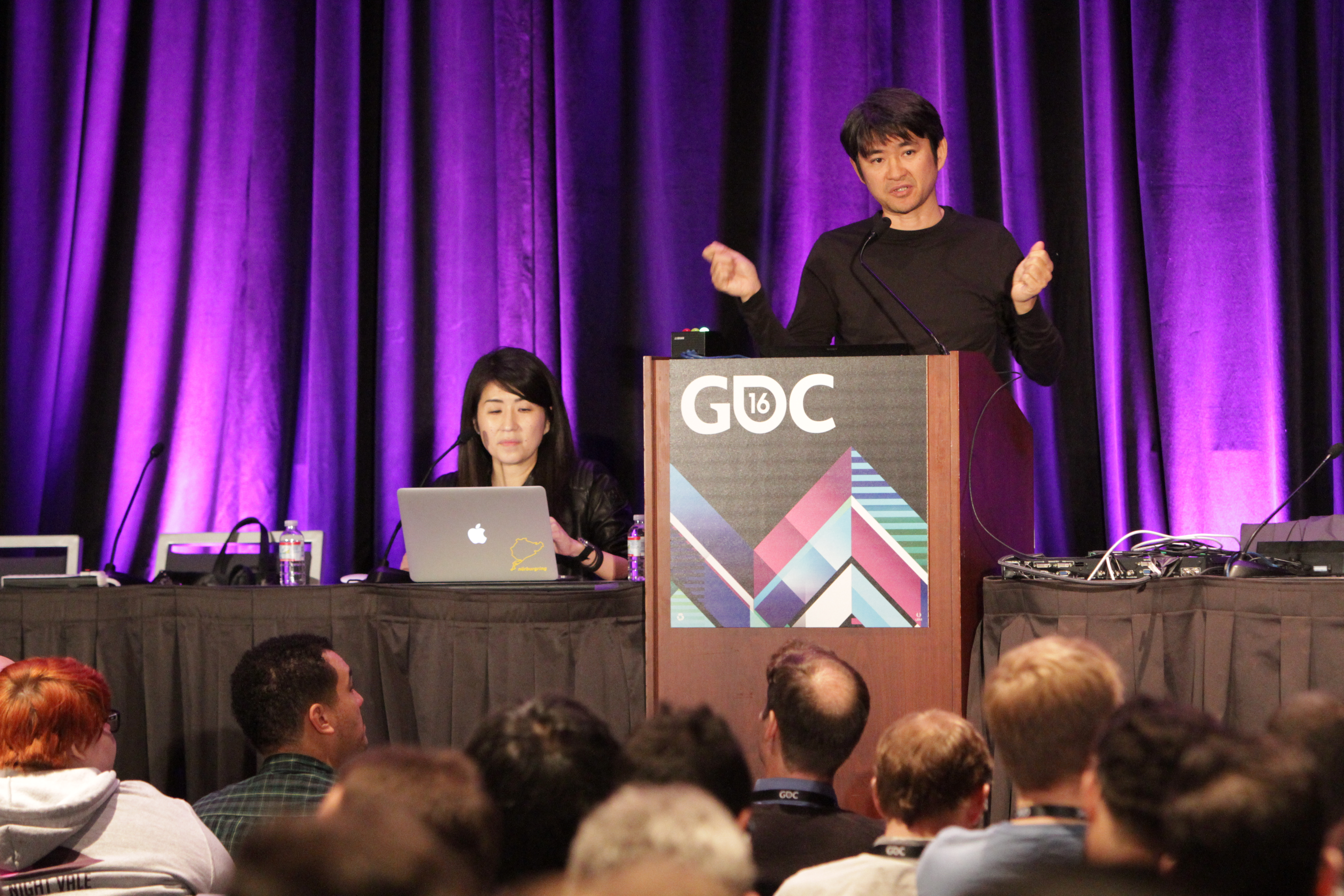
Tetsuya Mizuguchi, productor de REZ y Space Channel 5.

UGA, el estudio de Tetsuya Mizuguchi, se ocupó tanto de las conversiones de recreativa de Sega Rally como de dos títulos innovadores: Space Channel 5 y Rez. Space Channel 5 era un juego musical orientado al público femenino donde Ulala, una reportera del espacio, debía combatir a unos alienígenas con el poder del baile. Por su parte, REZ combinaba matamarcianos con música electrónica y salió meses después de la despedida de Dreamcast. Hitmaker hizo dos conversiones notables de arcade: Crazy Taxi, un juego de conducción en mundo abierto, y el simulador deportivo Virtua Tennis. Overworks publicó la tercera entrega de Sakura Taisen y el nuevo Skies of Arcadia, un juego de rol diseñado por Rieko Kodama, que logró buenas críticas por su universo inspirado en la obra de Julio Verne. Y Smilebit se encargó de Jet Set Radio, un ejemplo de la etapa creativa de Sega en la década del 2000. El título de acción está ambientado en Tokio y sus protagonistas son una banda de rebeldes patinadores que pintan grafitis, huyen de las autoridades y combaten frente a bandas rivales. Jet Set Radio gozó de buenas críticas gracias a su banda sonora, su estilo de juego y la popularización de los gráficos cel shading.
La libertad creativa conllevó también la publicación de títulos experimentales exclusivos. Uno de los más exitosos fue Seaman, una mascota virtual creada por Yutaka Saito, donde el jugador debía cuidar de un pez con rostro humano y podía hablarle a través de un micrófono. Seaman resultó tan popular en Japón que llegó a ser el segundo título más vendido de Dreamcast en dicho mercado, solo superado por Resident Evil - Code: Veronica. También destacaron The Typing of the Dead, una versión de The House of the Dead 2 en la que había que matar zombis con mecanografía en un teclado; L.O.L: Lack of Love, un simulador evolutivo con banda sonora de Ryūichi Sakamoto, y Segagaga, un videojuego de rol exclusivo de Japón donde el jugador debía salvar a la propia Sega de la bancarrota.
Sega desarrolló una línea de videojuegos deportivos, a través del estudio estadounidense Visual Concepts, con licencias de las grandes ligas estadounidenses: NBA 2K —baloncesto—, NFL 2K —fútbol americano— y NHL 2K —hockey sobre hielo—. Estos títulos fueron la respuesta al rechazo de EA Sports a publicar para Dreamcast, y destacaron tanto por las novedades gráficas como por el uso del juego en línea. Después de que Sega vendiese Visual Concepts por 24 millones de dólares en 2005, la serie NBA 2K ha continuado bajo el mando de Take-Two Interactive y se ha convertido en el simulador de baloncesto más vendido. Dreamcast nunca tuvo un simulador de fútbol que gozase de la misma popularidad que FIFA y Pro Evolution Soccer. A nivel europeo, Sega fundó una filial francesa, No Cliché, y colaboró con el estudio británico Bizarre Creations (Metropolis Street Racer) y el sueco Amuze (Headhunter) entre otros.

#### Desarrolladoras externas
Antes de que se produjera el lanzamiento de Dreamcast en Japón, Sega presentó la placa base de recreativas NAOMI. La sucesora de la Sega Model 3 suponía una alternativa más barata por su producción masiva. NAOMI compartía la misma estructura de sistema que Dreamcast, lo que permitía hacer conversiones casi idénticas a las de una máquina arcade. Además de Sega, muchas compañías aprovecharon esta característica para hacer ports de sus juegos. La Dreamcast utilizaba también componentes de PC que podían encontrarse en los procesadores Pentium II y Pentium III, algo que facilitaba la conversión de juegos como Quake III Arena.
Dreamcast tuvo poco apoyo de los desarrolladores externos debido a sus bajas ventas, a la mayor rentabilidad de PlayStation y a la desconfianza a raíz del fracaso de Sega Saturn. Esta fue la principal razón por la que Electronic Arts y su subsidiaria EA Sports, las desarrolladoras más importantes en la época, rechazaron publicar para ellos desde el principio. Hubo numerosas compañías independientes que editaron juegos, entre ellas Acclaim, Capcom, Eidos, Konami, Infogrames, Midway, Namco, Neversoft, Sammy, SNK, Tecmo, Treasure y Ubisoft. No obstante, muchas de esas empresas —en especial Namco y Konami— reservaron sus proyectos más ambiciosos para PS2.
Uno de los títulos con más repercusión de Dreamcast fue Soulcalibur, desarrollado por Namco en exclusiva para Dreamcast. Soulcalibur era un videojuego de lucha con espadas desarrollado sobre la placa arcade Namco System 12, y el estudio supo aprovechar las características técnicas para hacer un port mejorado con respecto a la recreativa original que sirvió de referencia a otras empresas externas. Por parte de Capcom cabe destacar la publicación de exclusivos como Resident Evil - Code: Veronica, Project Justice: Rival Schools 2, Tech Romancer y la serie Power Stone.

### Homebrew y emulación
Dreamcast tuvo una modesta comunidad de desarrolladores de homebrew. Las opciones del kit de desarrollo de Windows CE, así como las versiones de los sistemas operativos Linux y NetBSD para esta consola, dieron a los programadores una selección de herramientas de desarrollo con las que podían trabajar. Después del cese de producción hubo estudios independientes que publicaron sus propios juegos, entre ellos NG. Dev. Team (Last Hope, Gunlord).
La brecha de seguridad del MIL-CD, que permitía cargar juegos pirata desde un simple CD-R estándar, propició el desarrollo de numerosos emuladores. El más conocido de todos fue Bleemcast!, un CD-R de carga que permitía ejecutar videojuegos de PlayStation en la consola de Sega. Los CD de Bleemcast! correspondían a títulos individuales, por lo que había que cargar un disco específico en Dreamcast y sustituirlo después por el juego original de PlayStation que correspondiera con ese disco. Aunque no era software oficial ni estaba respaldado por Sony o Sega, en aquella época Bleem! se benefició de un vacío legal sobre los emuladores que le permitió convertirse en un producto comercial.
Además, la comunidad homebrew ha desarrollado emuladores de otras videoconsolas y recreativas, conversiones de juegos de PC, reproductores de video para diferentes formatos, y conversiones de otros sistemas operativos.

## Ventas

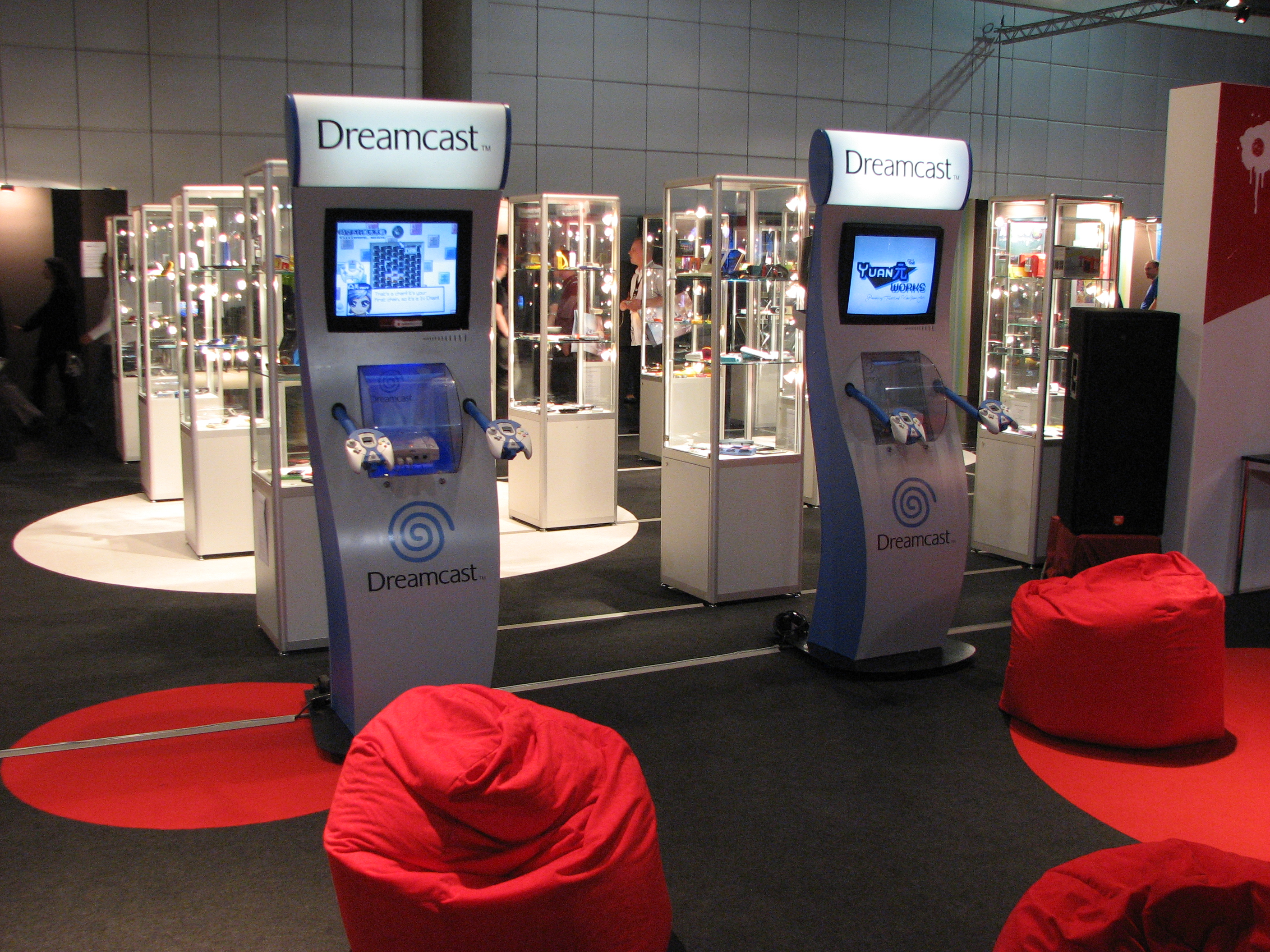
Expositores de Dreamcast en la Games Convention de Leipzig (2008).

A nivel global, con un total de 9,13 millones de unidades vendidas, Dreamcast ocupó la última posición de la sexta generación de videoconsolas, según los datos recogidos por VG Chartz. PlayStation 2 se convirtió en la consola más vendida de la historia con 158 millones de unidades, mientras que Xbox (24,65 millones) y GameCube (21,74 millones) tuvieron un rendimiento más discreto pero también superaron a su rival.
Si bien Dreamcast vendió cuantitativamente menos que los 9,26 millones de Sega Saturn, tuvo un mayor rendimiento comercial porque igualó sus cifras en menos tiempo. El mercado donde logró mejor acogida fue América del Norte con más de 3,9 millones de unidades gracias a las distintas campañas de promoción, seguido de Europa (1,91 millones) y el resto del mundo (1,07 millones). Por el contrario, en Japón apenas superó las 2,25 millones de unidades, frente a las 5,75 millones de Saturn vendidas en ese país.

### Publicidad
El nombre Dreamcast es un portmanteau de las palabras inglesas dream (sueño) y broadcast (transmisión). En su momento Sega no quiso asociar su nombre a la consola para generar una nueva marca, similar a lo que había logrado Sony con PlayStation. El logotipo era una espiral de color naranja; en Europa tuvieron que cambiarle el color al azul marino porque el diseño original era similar al de la desarrolladora alemana Tivola Games.
Sega apostó en Japón por una campaña publicitaria humorística protagonizada por Hidekazu Yukawa, el director gerente de la compañía. Yukawa se interpretaba a sí mismo en los anuncios como un directivo deprimido por el declive de Sega, pero que recupera el ánimo gracias al lanzamiento de Dreamcast. El perfil cómico de la campaña quedó reforzado con la llegada del idol Hideaki Takizawa, quien le ayuda a caer mejor para recuperar la confianza del público. La publicidad fue tan popular que Yukawa apareció en las cajas de Dreamcast e incluso tuvo un videojuego propio en 1999, Yukawa Motosenmu no Otakara Sagashi.
En el mercado occidental, Sega centró su publicidad tanto en el público adulto como en los jugadores experimentados. En Estados Unidos el estudio FCB basó la campaña It's thinking (en español, «está pensando») en generar expectación, primero con la fecha de lanzamiento y luego con el catálogo de juegos disponibles. En Europa se dio valor a la conectividad del juego en línea bajo el eslogan Up to 6 billion players («Hasta 6000 millones de jugadores»). Además, Sega firmó acuerdos de patrocinio con cuatro clubes de fútbol: el Arsenal F. C. (Inglaterra), el Deportivo de la Coruña (España), el A. S. Saint-Étienne (Francia) y la U. C. Sampdoria (Italia).

## Legado
En el momento de su lanzamiento, Dreamcast tuvo buenas críticas por parte de la prensa, que puso en valor aspectos como los gráficos de 128 bits y las novedosas funciones on-line. En diciembre de 1999, la revista Next Generation calificó a Dreamcast como «un potente sistema capaz de mostrar buenos gráficos a un precio razonable», pero a la vez advirtió que Sony y Nintendo preparaban lanzamientos con mayor potencial técnico. La revista Edge compartió ese pronóstico ese mismo mes y afirmó que, si quería sobrevivir, Sega debía «asegurarse el apoyo de desarrolladoras externas y sacar más juegos triple A» para recuperar cuota de mercado frente a sus rivales.
Entre las razones que explican su prematuro final, la prensa ha destacado el desdén de los jugadores por Sega en favor de Sony y la nueva PlayStation 2; la falta de apoyo de las desarrolladoras externas —en especial Electronic Arts y Squaresoft—; la crisis financiera de Sega, y el desinterés de Isao Okawa por el negocio de las videoconsolas de sobremesa. Otra razón citada fue que el mercado no estaba preparado en aquella época para el juego en línea, ya que la conectividad no se había desarrollado lo suficiente. En GamePro, el analista Blake Snow escribió que Dreamcast era «una consola adelantada a la competencia, pero que al mismo tiempo lidiaba con la imagen negativa [de Sega] por los errores cometidos con Sega Saturn, Sega 32X y Sega CD». En consecuencia, «los jugadores casuales y las ya escarmentadas desarrolladoras dudaron de la capacidad de Sega para cumplir su palabra».
Posteriormente, Dreamcast ha sido definida por la prensa especializada como una consola adelantada a su tiempo. El último sistema de Sega introdujo innovaciones como el módem integrado para conectarse a internet y los primeros servicios masivos de juego en línea y de MMORPG en una videoconsola de sobremesa. La VMU permitía continuar partidas sin necesidad de estar conectado a la consola, así como desbloquear minijuegos, y hubo otros periféricos como la cámara digital Dreameye o el micrófono para interactuar con los personajes de juegos compatibles. Por último, Sega fue pionera en utilizar la detección de movimientos en su mando especial con forma de caña de pesca, inicialmente diseñado para Sega Bass Fishing pero que también era compatible con otros juegos como Soulcalibur y Virtua Tennis.